# Ivan od Križa
Sveti Ivan od Križa (špa.: San Juan de la Cruz; Fontiveros, Španjolska, 24. lipnja 1542. – Ubeda, Španjolska, 14. prosinca 1591.), katolički svetac, crkveni naučitelj, pisac, katolički mistik, redovnik karmelićanin, obnovitelj karmelićanskog reda. 

## Životopis
Rođen je u siromašnoj španjolskoj obitelji. Od djetinjstva, nastojao je naći posao, kako bi pomogao u uzdržavanju obitelji. Nakon mnogo raznih poslova, uspjeh i zadovoljstvo nalazi u dvorenju bolesnika u bolnici, u kojoj usput i studira humanističke znanosti kod isusovaca od 1559. do 1563. U vremenu odabira životnog poziva, odlazi u samostan Karmel i postaje poniznim novakom. Zahvaljujući velikoj inteligenciji i željom za istinom postaje nadstojnikom studenata. Predavao je biblijske studije na sveučilištu "Colegio de San Andrés" u Salamanci.
Ubrzo postaje nezadovoljan životom u Karmelu zbog slabe stege i nedovoljne pokore te zaželi otići u kartuzijanski samostan. Tu mu želju poremeti susret 1567. sa Terezijom Avilskom, koja ga je pridobila za svoju obnovu započetu 1562. godine sa Samostanom sv. Josipa u Avili, a u tom trenutku nastavljala s drugim samostanom u Medini del Campo. Željela je za svoju obnovu imati podršku i muške grane karmelskog reda, te je Ivan od Križa postao prvi karmelićanin terezijanske obnove u zabitom mjestašcu Duruelo u studenom 1568. Od braće koja ga nisu razumjela mnogo je pretrpio jer su smatrali, da on unosi razdor u Red. Devet mjeseci provodi u samostanskoj samici u Toledu, a sve to podnosi strpljivo. U tamnici je spjevao većinu svojih najljepših stihova. Uspio je pobjeći 15. kolovoza 1578.
Zahvaljujući patnjama i ustrajnosti, karmelićanska reforma je ipak pobijedila. Godine 1580. papa Grgur XIII. odobrio je osnutak bosonogih karmelićana. Zajedno sa sv. Terezijom Avilskom osnivao je karmelićanske samostane. Umro je u 49-oj godini od čega je 28 godina proveo u Karmelu.

## Djela
Ivan od Križa smatra se jednim od najvećih španjolskih pjesnika. Napisao je mnoštvo pjesama, a njegove pjesme Tamna noć i Duhovni spjev uvrštavaju se zbog bogate simbolike i stila u najbolje pjesme španjolske književnosti. Najpoznatija mu je knjiga Uspon na goru Karmel. Njegova književna djela prvi put su objavljena 1618. godine, a utjecao je na mnoge književnike nakon njega.
Uspon na goru Karmel opisuje put pročišćenja duše kroz odricanje od svega što nije Bog. Ivan od Križa naglašava potrebu za „tamnom noći duše”, gdje se duša odriče zadovoljstava koje dobiva kroz tjelesna osjetila. „Tamna noć duše” opisuje duhovnu krizu kroz koju prolaze oni koji ozbiljno teže sjedinjenju s Bogom. Ova „noć” nije kazna, već pročišćujući proces koji Bog koristi za dublje sjedinjenje. Duhovni spjev i „Živi plamen ljubavi” opisuju najviše stupnjeve mističkog sjedinjenja s Bogom.

## Štovanje
Papa Benedikt XIII. proglasio ga je svecem 1726. Papa Pio XI. proglasio ga je crkvenim naučiteljem 1926. Spomendan mu je 14. prosinca. Engleska Crkva naziva ga "Učiteljem vjere".

## Vanjske poveznice
Mrežna mjesta
- Sveti Ivan od Križa: Tamna noć duha  Arhivirana inačica izvorne stranice od 22. prosinca 2015. (Wayback Machine)
- Sveti Ivan od Križa: Duhovni savjeti  Arhivirana inačica izvorne stranice od 17. kolovoza 2015. (Wayback Machine)
- Sveti Ivan od Križa: Uspon na goru Karmel  Arhivirana inačica izvorne stranice od 22. prosinca 2015. (Wayback Machine)
- Hrvatska karmelska provincija sv. oca Josipa, službeno mrežno mjesto